# San Juan County, Colorado
San Juan County är ett administrativt område i delstaten Colorado, USA, med 699 invånare (2010). Den administrativa huvudorten (county seat) är Silverton.  

## Geografi
Enligt United States Census Bureau så har countyt en total area på 1 006 km². 1 003 km² av den arean är land och 2 km² är vatten.

### Angränsande countyn
- Ouray County, Colorado - nord
- Hinsdale County, Colorado - öst
- La Plata County, Colorado - syd
- Montezuma County, Colorado - sydväst
- Dolores County, Colorado - väst
- San Miguel County, Colorado - nordväst